# Stolperstein in Lohmar
Der Stolperstein in Lohmar ist Ernst Hoffmann gewidmet, er liegt in der Stadt Lohmar am südlichen Teil des Bergischen Landes in Nordrhein-Westfalen. Stolpersteine werden vom Kölner Künstler Gunter Demnig in weiten Teilen Europas verlegt. Sie erinnern an das Schicksal der Menschen, die von den Nationalsozialisten ermordet, deportiert, vertrieben oder in den Suizid getrieben wurden und liegen im Regelfall vor dem letzten selbstgewählten Wohnsitz des Opfers.
Der bislang einzige Stolperstein in Lohmar wurde am 30. August 2009 vom Künstler persönlich verlegt.

## Stolperstein
| Stolperstein | Inschrift                                                                                     | Verlegeort                              | Name, Leben |
| ------------ | --------------------------------------------------------------------------------------------- | --------------------------------------- | --- |
|              | HIER WOHNTE ERNST HOFFMANN JG. 1891 DEPORTIERT AUSCHWITZ BEFREIT / ÜBERLEBT TOT AN HAFTFOLGEN | Hauptstraße 105 (Einmündung Bachstraße) | Ernst Hoffmann wurde 1891 in Lohmar geboren. Seine Urgroßmutter Adelheid betrieb an dieser Adresse eine Metzgerei und einen Getreidehandel. Er selbst führte einen Gemüseladen. Er war verheiratet und hatte einen Sohn, Oscar. Nach Ausbruch des Zweiten Weltkriegs flüchtete er in die Niederlande. Am 9. Oktober 1942 schrieb er an Bekannte in Troisdorf: „Daß ich von meinem lieben Oscar und der Mutter und den Geschwistern etc. nichts mehr gehört habe, ist an sich bei den bekannten Maßnahmen nichts Besonderes, dennoch ist dieses Ungewisse über das Schicksal meiner liebsten Menschen … so deprimierend, dass dies auf meiner Seele lähmend lastet …“ Nachdem das NS-Regime die Niederlande überfallen hatte, wurde er verhaftet und in das Konzentrationslager Auschwitz deportiert. Am 27. Januar 1945 befreite die Rote Armee den Lagerkomplex. Ernst Hoffmann hatte zwar die Gefangenschaft überlebt, jedoch starb er an den Folgen der Haft. Über das Schicksal der Ehefrau ist nichts bekannt. Sein Sohn wurde 1942 nach Minsk deportiert und dort ermordet. |

## Verlegung
Initiiert wurde die Verlegung von Herbert Döring-Spengler, Künstler in Lohmar. Bei der Verlegung waren der damalige Bürgermeister Wolfgang Röger und Horst Becker, MdL, anwesend. Die Stadtarchivarin Waltraud Rexhaus publizierte zur Geschichte jüdischer Familien in Lohmar.
Am 16. Januar 2020 übernahm die Projektgruppe „Schule ohne Rassismus - Schule mit Courage“ des Gymnasiums Lohmar die Patenschaft für den Stolperstein, feierlich überreicht von Bürgermeister Horst Krybus in Form einer Urkunde. Die Patenschaft beinhaltet die regelmäßige Reinigung, da der „ursprünglicher Glanz nicht mehr vorhanden war. Mit dieser vermeintlichen Kleinigkeit des Reinigens möchte die Gruppe ein Zeichen gegen das Vergessen und für eine bewusste Auseinandersetzung mit den historischen Hintergründen setzen.“

## Weblink
- Chronik der Stolpersteinverlegungen auf der Website des Projekts von Gunter Demnig